# 강림도령
강림도령(降臨道令)은 한국 신화의 저승사자 중 하나이다. 제주도의 차사본풀이와 함경도의 진가장무가에 등장하는 인물이다.

## 허구 속 강림도령
- 《신과함께》 (만화)
  - 《신과함께: 죄와 벌》 (영화)
  - 《신과함께: 인과 연》 (영화)
- 《고스트 메신저》 (애니메이션)